# Toussaint-Ange Cotelle
Toussaint-Ange Cotelle, nascido em Bléneau (Yonne) em 12 de junho de 1795 e morreu em Beauvais em 1º de agosto de 1879, é um jurisconsulto e editor científico francês.

## Biografia
Filho de Louis Barnabé Cotelle (1752-1827), professor da Faculdade de Direito de Paris, frequentou a École Normale (1813) e obteve o doutorado em direito (1819). Tornou-se então advogado nos Conselhos do Rei e no Tribunal de Cassação (1823-1847) e professor de Direito da Natureza e do Povo na Faculdade de Direito de Paris e de Direito Administrativo na École des Ponts-et-Causeways (1831-1856).
Tornou-se membro da Academia de Ciências Morais e Políticas em 1845.

## Trabalhos
- Un mot sur le contentieux du Conseil d’État, 1830
- Cours de droit administratif appliqué aux travaux publics, Carilian-Goeury, 1835
- Des permissions en matière de voirie urbaine et des travaux non confortatifs, 1836
- Ponts et chaussées et mines, 1838
- Cours de droit administratif appliqué aux travaux publics ou Traité théorique et pratique de législation et de jurisprudence..., Carilian-Goeury, 1838-1840
- Tableaux synoptiques du Cours administratif, 1841
- Cours de droit administratif (Notes supplémentaires), 1842
- Dissertation sur la propriété du lit des rivières non navigables ni flottables, Fain, 1847
- Code des travaux publics, 1848
- Analyse d'un mémoire sur l'ancienne corvée des chemins, Panckoucke, 1851
- Cours de droit administratif appliqué aux travaux publics (Tome 1), Dalmont et Dunod, 1859
- Cours de droit administratif appliqué aux travaux publics (Tome 2), Dalmont et Dunod, 1859
- Cours de droit administratif appliqué aux travaux publics (Tome 3), Dalmont et Dunod, 1859
- Cours de droit administratif appliqué aux travaux publics (Tome 4), Dalmont et Dunod, 1862
- Législation française des chemins de fer, Dunod, 1864
- Dissertation sur la question de savoir si le service de la Garde Nationale, commandée pour assister à une procession du Saint-Sacrement du culte catholique est obligatoire, Fain et Thunot
- Abrégé du cours élémentaire du Droit de la Nature et des Gens, par demandes et par réponses

## Editor
- Principes du droit de la nature et des gens, et du droit public général de Jean-Jacques Burlamaqui, 1821
- Elemens du droit naturel, par Burlamaqui, 1820
- Journal du contentieux administratif et judiciaire des travaux publics, no 1-12, janvier 1848-décembre 1849